# Гримстад (тауншип, Миннесота)
Гримстад (англ. Grimstad) — тауншип в округе Розо, Миннесота, США. На 2000 год его население составило 190 человек.

## География
По данным Бюро переписи населения США площадь тауншипа составляет 96,0 км², из которых 96,0 км² занимает суша, водоёмов нет.

## Демография
По данным переписи населения 2000 года здесь находились 190 человек, 76 домохозяйств и 58 семей.  Плотность населения —  2,0 чел./км².  На территории тауншипа расположено 89 построек со средней плотностью 0,9 построек на один квадратный километр. Расовый состав населения: 100,00 % белых.
Из 76 домохозяйств в 31,6 % воспитывались дети до 18 лет, в 67,1 % проживали супружеские пары, в 3,9 % проживали незамужние женщины и в 22,4 % домохозяйств проживали несемейные люди. 21,1 % домохозяйств состояли из одного человека, при том 5,3 % из — одиноких пожилых людей старше 65 лет. Средний размер домохозяйства — 2,50, а семьи — 2,86 человека.
27,4 % населения — младше 18 лет, 4,7 % — в возрасте от 18 до 24 лет, 30,0 % — от 25 до 44, 22,1 % — от 45 до 64, и 15,8 % — старше 65 лет. Средний возраст — 36 лет. На каждые 100 женщин приходилось 126,2 мужчин.  На каждые 100 женщин старше 18 приходилось 122,6 мужчин.
Средний годовой доход домохозяйства составлял 42 500 долларов, а средний годовой доход семьи —  42 917 долларов. Средний доход мужчин —  31 607  долларов, в то время как у женщин — 27 813. Доход на душу населения составил 15 762 доллара. За чертой бедности находились 7,4 % семей и 5,2 % всего населения тауншипа, из которых 4,5 % старше 65 лет.